# 细枝栒子
细枝栒子（学名：Cotoneaster tenuipes）是蔷薇科栒子属的植物，为中国的特有植物。分布在中国大陆的四川、青海、甘肃、云南等地，生长于海拔1,900米至3,100米的地区，多生长在丛林间或多石山地，目前已由人工引种栽培。

## 别名
细梗栒子（经济植物手册）